# 第90回ニューヨーク映画批評家協会賞
90th NYFCC Awards

2024年12月3日
作品賞: 

ブルータリスト
第90回ニューヨーク映画批評家協会賞は2024年の映画を対象とした映画賞で、2024年12月3日に受賞者が発表された。授賞式は2025年1月8日にニューヨークのTAOダウンタウン・レストランで開催され、90周年を記念した特別プログラムのもとで行われる。

## 受賞
- 作品賞：
  - 『ブルータリスト』

- 監督賞：
  - ラメル・ロス（英語版） - 『Nickel Boys』

- 主演男優賞 
  - エイドリアン・ブロディ - 『ブルータリスト』

- 主演女優賞：
  - マリアンヌ・ジャン＝バプティスト - 『Hard Truths』

- 助演男優賞：
  - キーラン・カルキン - 『リアル・ペイン〜心の旅〜』

- 助演女優賞：
  - キャロル・ケイン - 『セカンドステップ 僕らの人生第2章（英語版）』

- 脚本賞：
  - ショーン・ベイカー - 『ANORA アノーラ』

- 撮影賞：
  - ジョモ・フレイ - 『Nickel Boys』

- アニメ映画賞：
  - 『Flow』

- 国際映画賞：
  - 『私たちが光と想うすべて』（ インド）

- ノンフィクション映画賞：
  - 『ノー・アザー・ランド 故郷は他にない』

- 第一回作品賞：
  - アニー・ベイカー（英語版） - 『Janet Planet』

- 特別賞：
  - MoMA国際映画保存祭

- 特別表彰：映画批評/ジャーナリズム専攻の学生
  - アレクサンダー・スウィフト（ヴァッサー大学学生）
  - ドリュー・スミス（ニューヨーク大学卒業生）